# سيباستيان هيدالغو
سيباستيان هيدالغو (بالفرنسية: Sébastien Hidalgo)‏ هو مصارع هاوي فرنسي، ولد في 11 يناير 1978 في مولن في فرنسا.

## وصلات خارجية
- سيباستيان هيدالغو على موقع قاعدة بيانات المصارعة الدولية (الإنجليزية)
- سيباستيان هيدالغو على موقع أوليمبيديا (الإنجليزية)
- سيباستيان هيدالغو على موقع اللجنة الأولمبية الفرنسية (مؤرشف) (الفرنسية)